# Úszólábúak
Az úszólábúak, fókaalakúak vagy fókák (Pinnipedia) a ragadozók rendjének (Carnivora), a kutyaalkatúak alrendjének (Caniformia) egyik öregcsaládja. Korábbi rendszerekben eltérő volt a csoport klasszifikációs megítélése. Már az első rendszerek (pl. Linné rendszere) a ragadozó emlősök közé sorolták őket, és a többi ragadozóval való közeli rokonságukhoz nem férhet kétség. A magyarországi felsőoktatásban sokáig tanított Dudich–Loksa-féle állatrendszerben külön rendet alkotnak, mely közvetlenül a ragadozók után áll a rendek sorában – ezzel kifejezve a jelentős életmódbeli eltérést, de egyben a közeli rokonságot is. G. G. Simpson 1945-ös emlősrendszerében a ragadozók különálló alrendjét alkotják mint vízi ragadozók, szemben a szárazföldi ragadozó emlősökkel, ahová a kutya- és macskaszerűek tartoznak.

## Anatómia

### Csontozat

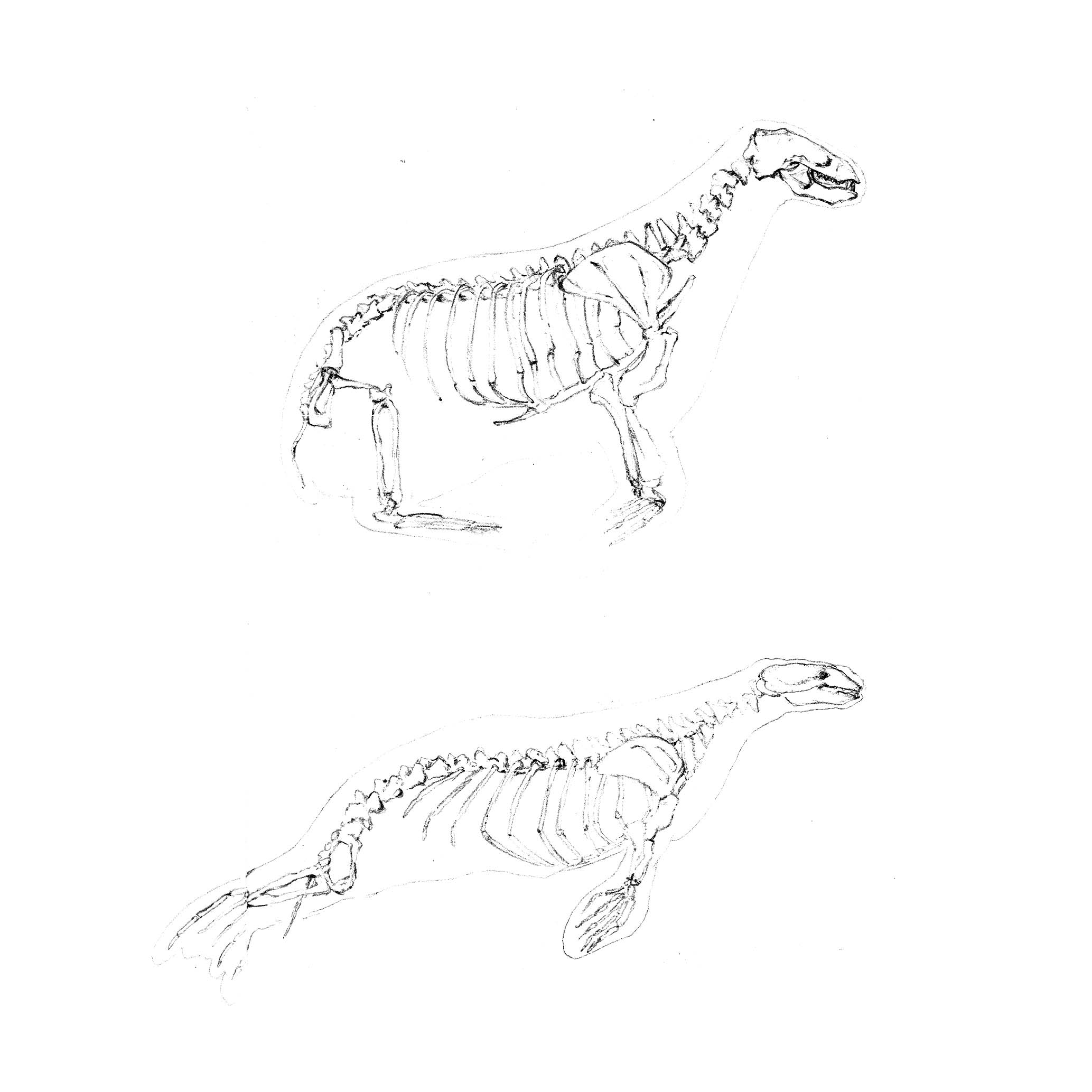
A fókák csontvázrendszerének kialakulása: egy szárazföldi ragadozó emlős és egy úszólábú csontozatának összehasonlítása

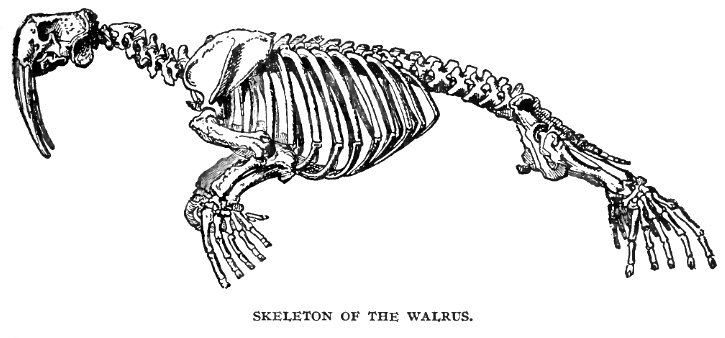
A rozmár csontváza

A rend neve – úszólábúak –, jól kifejezi a legfeltűnőbb külső morfológiai sajátosságukat: a végtagok a vízi életmód következtében úszókká alakultak. Mind a mellső, mind a hátsó végtagok csontozata jelentősen módosult, az eredeti ujjpercek azonban továbbra is megmaradtak, úszóhártya köti össze őket. Az úszók feladata igen jelentős; erőteljes munkát végeznek – mind a vízben való úszáskor, mind a szárazföldi mozgás során –, így a még további pálcaszerű porcelemek is merevítik azokat. Csontrendszerük további jellegzetessége például a gerinccsigolyák mozgékonyságát lehetővé tévő speciális ízesülés (főképp a nyakcsigolyák fejlettek és mozgékonyak). Hasonlóan a többi vízi életmódot folytató magzatburkos gerinceshez (halgyíkok – Ichtyopterygia; cetek – Cetacea stb.) a csontszerkezet tömötté vált.
A fókák koponyája rövid, kerekded, az agykoponya igen fejlett, nagy térfogatú agyürege van. A szemek is igen fejlettek, az arckoponya szemürege tág. A fogrendszerük hasonlít a többi ragadozó emlősére: a metszőfogak kicsik, kúp alakúak; a szemfogak fejlettek, a rozmárfélék családjában (Odobenidae) nagyméretű agyarrá fejlődtek; az őrlőfogak (zápfogak) háromcsúcsúak, fejlettek.

### Kültakaró
Kültakarójuk más emlősökéhez hasonlóan felhámból, irhából és a bőr alatti zsírrétegből áll: a felhámot és az irhát évente levedlik. A hólyagos fókák és a borjúfókák első vedlésére még az anyaméhben kerül sor; más fókák néhány hetes vagy hónapos korban vedlik le első szőrzetüket. Az irhában helyezkednek el a szőrtüszők, az izzadság- és a faggyúmirigyek. Szőrzetükben megkülönböztetjük a hosszabb, durva fedőszőröket és a sűrűbb, rövid, finom belső szőrzetet.
Sok valódi fóka szőrzete jellegzetesen mintás; a hátuk többnyire sötétebb, mint a hasuk, így a vízben úszva jobban beleolvadnak környezetükbe. A szín függhet a nemtől is: a szalagos fóka hímje például feltűnő, fekete-fehér, a nőstény rajzolata sokkal kevésbé élénk. A fülesfókák és a rozmárok egész teste azonos színű. A színezet a kortól is függ. A jégen ellő fókák kicsinyeinek rejtőszíne általában fehér, a szárazföldön szaporodó barátfókák és elefántfókák, valamint a fülesfókák viszont fekete vagy sötétbarna prémmel születnek.

### Idegrendszer

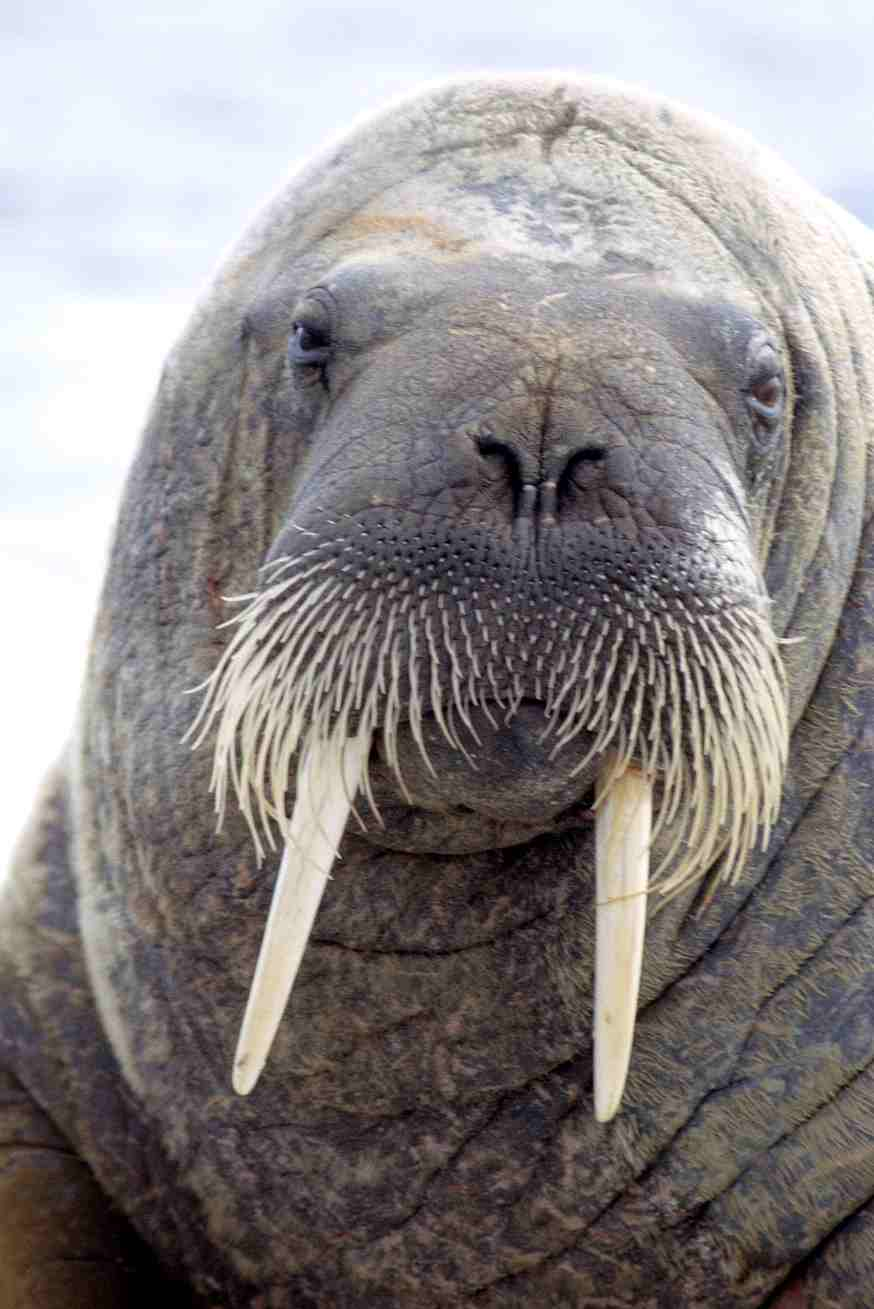
A rozmár fején jól látszanak az ajak fölött elhelyezkedő érzékelő szőrszálak, melyekkel a mechanikai ingereket és a hullámokat érzékelik

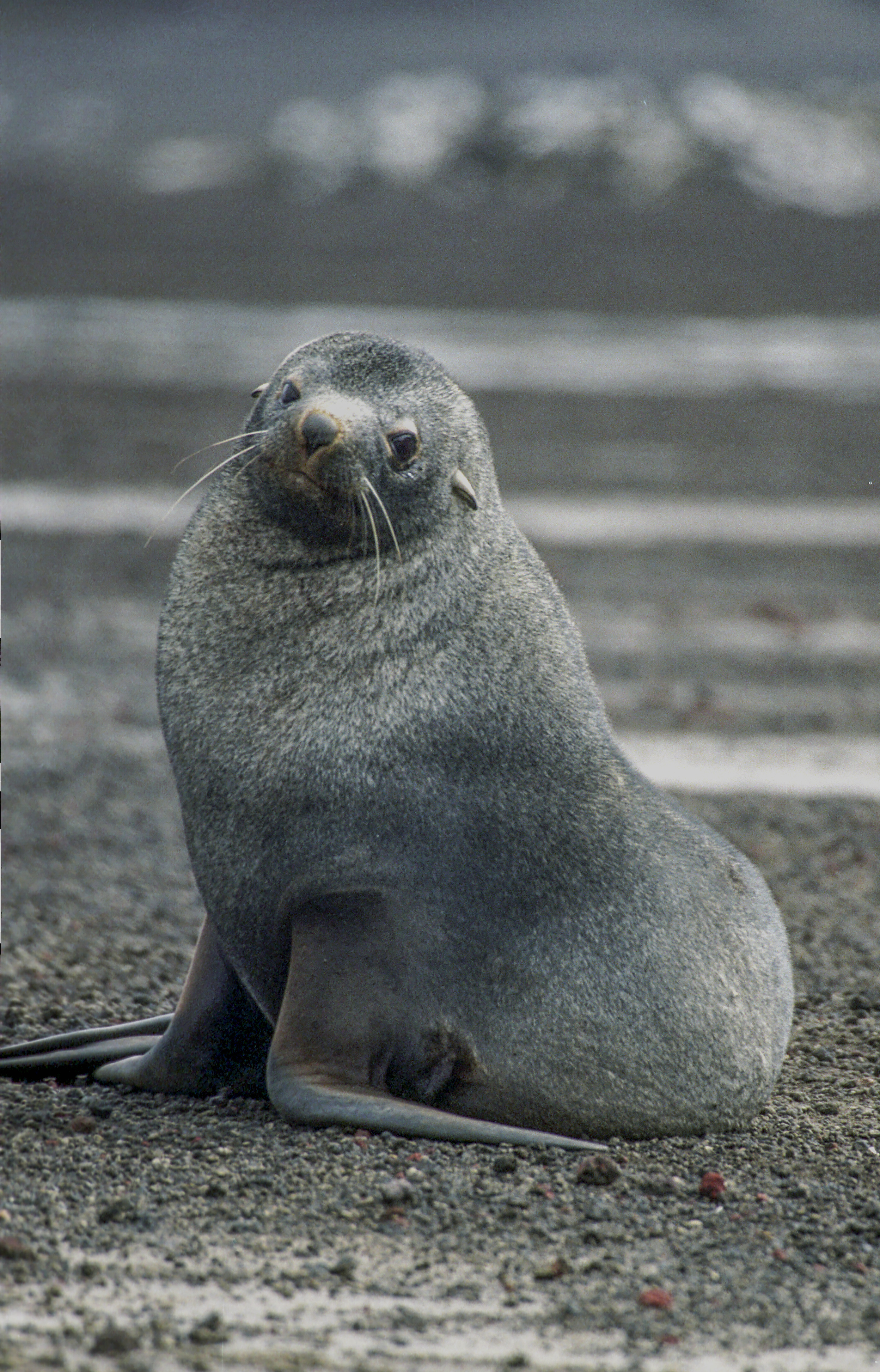
Az antarktiszi medvefóka (Arctocephalus gazella)

A fókák agya nem nagyobb, mint a hasonló méretű szárazföldi ragadozóké, de barázdáltabb azoknál. Szemük a víz alatti látáshoz alkalmazkodott, kevés fényben is sok részletet képesek megkülönböztetni. A szárazon csak a közeli tárgyakat látják élesen. Szaglásuk elég jó. Társas életükben nagy jelentősége van egymás megszaglászásának.
Fontos érzékszervük a bajusz (vibrissae). A hosszú, merev szőrszálak legtöbbje a felső ajkon nő, de vannak bajuszszálaik a szemük fölött (szemöldök) és az orrnyílások mellett is. A legsűrűbb a rozmár bajusza (600–700 szál). A bajuszszálakat tapintásra és a nyomáshullámok érzékelésére használják.

### Kiválasztás
A fókáknak összetett veséjük van, ahogy a ceteknek is. Testnedveikben kevesebb a só, mint a környező tengervízben, ezért vizeletükben több a só, mint a megivott tengervízben – ezzel együtt kevés tengervizet isznak; folyadékigényük nagyobb részét táplálékukból fedezik.

## Életmódjuk
Kölykeiket a szárazföldön vagy a tenger jegén, nagy telepekben hozzák világra. Egy nősténynek egyszerre csak egy, legfeljebb két kölyke születik. Bizonyos fajok nőstényei minden évben szülnek, más fajok csak kétévenként. A terhességi idő igen hosszú, a fiatal fókák fejletten jönnek a világra, az anya csak pár napig, esetleg egy hétig szoptatja őket. Ezután elkezdik tanulni a vadászatot, de még sokszor anyjuk által fogott zsákmányra szorulnak.
Táplálékuk főképpen halakból, rákokból és tengeri puhatestűekből áll, de egyesek a pingvineket és a kisebb fókákat is elkapják.
Vedleniük a vízen kívül kell, ezért évente kétszer is jól behatárolt földrajzi területeken, nagy telepekben gyűlnek össze. A közbenső időszakokban több ezer kilométerekre szerterajzanak.
A fókákon vérszívó tetvek élnek, elsősorban a szemek, az orr és a végbélnyílás körül.

## Elterjedésük, élőhelyük
A valódi fókák legtöbb faja a sarki jégen hozza világra utódait. Az Északi-sarkvidéken él a gyűrűsfóka, a pettyes fóka, a szalagos fóka, a kúpos fóka, a hólyagos fóka, a szakállas fóka és a grönlandi fóka, valamint a rozmár; a Déli-sarkvidéken a leopárdfóka, a rákevő fóka, a Weddell-fóka és a Ross-fóka.
A borjúfóka nem ragaszkodik a jéghez, ennek ellenére az északi félteke hűvösebb tengereiben él.
Az északi elefántfókák a Csendes-óceán északkeleti részén élnek, a déliek pedig a déli szélesség 40. fokától délre, valamennyi óceánban.
A valódi fókák közül csak a barátfókák kedvelik a meleg éghajlatot. Egyik fajuk a Földközi-tenger környékén, a másik a Hawaii-szigeteken él. Harmadik fajuk a Karib-tengerben élt, de kiirtották.
Fókák nemcsak a tengerben élnek, de egyes nagyobb tavakban is: a bajkáli fóka a Bajkál-tóban, a kaszpi fóka a Kaszpi-tengerben. A gyűrűsfóka a tengeren kívül az oroszországi Ladoga-tóban és a finnországi Saimaa-tóban, a borjúfóka a kanadai Ungava félsziget tavaiban is előfordul.
A fülesfókák a szárazföldön szaporodnak. Az Arctocephalus pusillus medvefókafaj egyik alfaja Dél-Afrikában él, a másik Ausztráliában. Az északi medvefókák a Csendes-óceán északi részén, az antarktiszi és a szubantarktikus medvefókák az Atlanti- és az Indiai-óceán sarkvidéki sávjában, illetve attól valamivel északra élnek. Egy-egy további faj otthona Guadalupe (Mexikó) térsége, a Galápagos-szigetek, a Juan Fernández-szigetek (Chile), Dél-Amerika partvidéke és Új-Zéland.
A kaliforniai oroszlánfóka egyik alfaja Kalifornia és Mexikó nyugati partjainál, a másik a Galápagos-szigeteken él; a harmadik alfaj mára kipusztult Japán térségéből. A Csendes-óceán északi részén él a Steller-féle oroszlánfóka. Egy-egy faj él Dél-Amerikában, Ausztráliában és Új-Zélandon.
A rozmár az Északi-sark körüli tengerpartokon él. A párzás a vízben, míg a borjak világrahozása a szárazföldön történik.

## Rendszerezés
- Fókafélék
- Fülesfókafélék
- Rozmárfélék